# Colonie (Nueva York)
Colonie es un pueblo ubicado en el condado de Albany en el estado estadounidense de Nueva York. En el año 2000 tenía una población de 79,258 habitantes y una densidad poblacional de 546 personas por km².

## Geografía
Colonie se encuentra ubicado en las coordenadas 42°43′43″N 73°47′4″O / 42.72861, -73.78444.

## Demografía
Según la Oficina del Censo en 2000 los ingresos medios por hogar en la localidad eran de $51,817, y los ingresos medios por familia eran $62,649. Los hombres tenían unos ingresos medios de $41,453 frente a los $30,763 para las mujeres. La renta per cápita para la localidad era de $25,231. Alrededor del 4.7% de la población estaban por debajo del umbral de pobreza.